# Tour of Britain 2017
Il Tour of Britain 2017, quattordicesima edizione della corsa, valevole come evento dell'UCI Europe Tour 2017 categoria 2.HC, si svolse in 8 tappe dal 3 al 10 settembre 2017 su un percorso di 1 311,8 km, con partenza da Edimburgo e arrivo a Cardiff, nel Regno Unito. La vittoria fu appannaggio dell'olandese Lars Boom, che completò il percorso in 30h56'24" precedendo il norvegese Edvald Boasson Hagen e lo svizzero Stefan Küng.
Al traguardo di Cardiff 92 ciclisti, sui 120 partiti da Edimburgo, portarono a termine la competizione.

## Tappe
| Tappa  | Data         | Percorso                                | km      | Vincitore di tappa   | Leader cl. generale |
| ------ | ------------ | --------------------------------------- | ------- | -------------------- | ------------------- |
| 1ª     | 3 settembre  | Edimburgo > Kelso                       | 190,1   | Caleb Ewan           | Caleb Ewan          |
| 2ª     | 4 settembre  | Kielder Water and Forest Park > Blyth   | 211,7   | Elia Viviani         | Elia Viviani        |
| 3ª     | 5 settembre  | Normanby Hall Country Park > Scunthorpe | 176,9   | Caleb Ewan           | Caleb Ewan          |
| 4ª     | 6 settembre  | Mansfield > Newark-on-Trent             | 164,7   | Fernando Gaviria     | Elia Viviani        |
| 5ª     | 7 settembre  | Tendring > Tendring (cron. individuale) | 16,2    | Lars Boom            | Lars Boom           |
| 6ª     | 8 settembre  | Newmarket > Aldeburgh                   | 186,9   | Caleb Ewan           | Lars Boom           |
| 7ª     | 9 settembre  | Hemel Hempstead > Cheltenham            | 185,1   | Dylan Groenewegen    | Lars Boom           |
| 8ª     | 10 settembre | Worcester > Cardiff                     | 180,2   | Edvald Boasson Hagen | Lars Boom           |
| Totale | Totale       | Totale                                  | 1 311,8 |                      |                     |

## Squadre e corridori partecipanti
| N.    | Cod. | Squadra               |
| ----- | ---- | --------------------- |
| 1-6   | DDD  | Team Dimension Data   |
| 11-16 | ONE  | ONE Pro Cycling       |
| 21-26 | BMC  | BMC Racing Team       |
| 31-36 | GBR  | Gran Bretagna         |
| 41-46 | SKT  | An Post-ChainReaction |
| 51-56 | ORS  | Orica-Scott           |
| 61-66 | BIK  | Bike Channel Canyon   |
| 71-76 | KAT  | Team Katusha-Alpecin  |
| 81-86 | QST  | Quick-Step Floors     |
| 91-96 | TLJ  | Team Lotto NL-Jumbo   |

| N.      | Cod. | Squadra               |
| ------- | ---- | --------------------- |
| 101-106 | MGT  | Madison Genesis       |
| 111-116 | JLT  | JLT Condor            |
| 121-126 | CDT  | Cannondale-Drapac     |
| 131-136 | WGG  | Wanty-Groupe Gobert   |
| 141-146 | SKY  | Team Sky              |
| 151-156 | LTS  | Lotto-Soudal          |
| 161-166 | BRD  | Bardiani-CSF          |
| 171-176 | CCC  | CCC Sprandi Polkowice |
| 181-186 | CPC  | Cylance Cycling       |
| 191-196 | MOV  | Movistar Team         |

## Dettagli delle tappe

### 1ª tappa
- 3 settembre: Edimburgo > Kelso – 190,1 km

Risultati
| Pos. | Corridore        | Squadra   | Tempo    |
| ---- | ---------------- | --------- | -------- |
| 1    | Caleb Ewan       | Orica     | 4h34'17" |
| 2    | E. Boasson Hagen | Dimension | s.t.     |
| 3    | Elia Viviani     | Sky       | s.t.     |

| Pos. | Corridore        | Squadra   | Tempo    |
| ---- | ---------------- | --------- | -------- |
| 1    | Caleb Ewan       | Orica     | 4h34'07" |
| 2    | E. Boasson Hagen | Dimension | a 3"     |
| 3    | Karol Domagalski | ONE       | a 4"     |

### 2ª tappa
- 4 settembre: Kielder Water and Forest Park > Blyth – 211,7 km

Risultati
| Pos. | Corridore         | Squadra    | Tempo    |
| ---- | ----------------- | ---------- | -------- |
| 1    | Elia Viviani      | Sky        | 5h16'32" |
| 2    | Dylan Groenewegen | Lotto NL   | s.t.     |
| 3    | Fernando Gaviria  | Quick-Step | s.t.     |

| Pos. | Corridore        | Squadra   | Tempo    |
| ---- | ---------------- | --------- | -------- |
| 1    | Elia Viviani     | Sky       | 9h50'35" |
| 2    | Caleb Ewan       | Orica     | a 4"     |
| 3    | E. Boasson Hagen | Dimension | a 7"     |

### 3ª tappa
- 5 settembre: Normanby Hall Country Park > Scunthorpe – 176,9 km

Risultati
| Pos. | Corridore          | Squadra   | Tempo    |
| ---- | ------------------ | --------- | -------- |
| 1    | Caleb Ewan         | Orica     | 4h04'05" |
| 2    | E. Boasson Hagen   | Dimension | s.t.     |
| 3    | Alexander Kristoff | Katusha   | s.t.     |

| Pos. | Corridore        | Squadra   | Tempo     |
| ---- | ---------------- | --------- | --------- |
| 1    | Caleb Ewan       | Orica     | 13h54'35" |
| 2    | Elia Viviani     | Sky       | a 6"      |
| 3    | E. Boasson Hagen | Dimension | a 7"      |

### 4ª tappa
- 6 settembre: Mansfield > Newark-on-Trent – 164,7 km

Risultati
| Pos. | Corridore          | Squadra    | Tempo    |
| ---- | ------------------ | ---------- | -------- |
| 1    | Fernando Gaviria   | Quick-Step | 3h43'31" |
| 2    | Elia Viviani       | Sky        | s.t.     |
| 3    | Alexander Kristoff | Katusha    | s.t.     |

| Pos. | Corridore        | Squadra    | Tempo     |
| ---- | ---------------- | ---------- | --------- |
| 1    | Elia Viviani     | Sky        | 17h38'05" |
| 2    | Caleb Ewan       | Orica      | s.t.      |
| 3    | Fernando Gaviria | Quick-Step | a 6"      |

### 5ª tappa
- 7 settembre: Tendring > Tendring – Cronometro individuale – 16,2 km

Risultati
| Pos. | Corridore          | Squadra  | Tempo  |
| ---- | ------------------ | -------- | ------ |
| 1    | Lars Boom          | Lotto NL | 19'02" |
| 2    | Victor Campenaerts | Lotto NL | a 6"   |
| 3    | Vasil' Kiryenka    | Sky      | a 7"   |

| Pos. | Corridore          | Squadra  | Tempo     |
| ---- | ------------------ | -------- | --------- |
| 1    | Lars Boom          | Lotto NL | 17h57'25" |
| 2    | Victor Campenaerts | Lotto NL | a 8"      |
| 3    | Vasil' Kiryenka    | Sky      | a 9"      |

### 6ª tappa
- 8 settembre: Newmarket > Aldeburgh – 186,9 km

Risultati
| Pos. | Corridore         | Squadra    | Tempo    |
| ---- | ----------------- | ---------- | -------- |
| 1    | Caleb Ewan        | Orica      | 4h13'06" |
| 2    | Fernando Gaviria  | Quick-Step | s.t.     |
| 3    | Dylan Groenewegen | Lotto NL   | s.t.     |

| Pos. | Corridore          | Squadra  | Tempo     |
| ---- | ------------------ | -------- | --------- |
| 1    | Lars Boom          | Lotto NL | 22h10'31" |
| 2    | Victor Campenaerts | Lotto NL | a 8"      |
| 3    | Vasil' Kiryenka    | Sky      | a 9"      |

### 7ª tappa
- 9 settembre: Hemel Hempstead > Cheltenham – 185,1 km

Risultati
| Pos. | Corridore         | Squadra    | Tempo    |
| ---- | ----------------- | ---------- | -------- |
| 1    | Dylan Groenewegen | Lotto NL   | 4h26'58" |
| 2    | Caleb Ewan        | Orica      | s.t.     |
| 3    | Brenton Jones     | JLT Condor | s.t.     |

| Pos. | Corridore          | Squadra  | Tempo     |
| ---- | ------------------ | -------- | --------- |
| 1    | Lars Boom          | Lotto NL | 26h37'28" |
| 2    | Stefan Küng        | BMC      | a 8"      |
| 3    | Victor Campenaerts | Lotto NL | a 9"      |

### 8ª tappa
- 10 settembre: Worcester > Cardiff – 180,2 km

Risultati
| Pos. | Corridore           | Squadra    | Tempo    |
| ---- | ------------------- | ---------- | -------- |
| 1    | E. Boasson Hagen    | Dimension  | 4h19'00" |
| 2    | Maximiliano Richeze | Quick-Step | s.t.     |
| 3    | Alexander Kristoff  | Katusha    | s.t.     |

| Pos. | Corridore        | Squadra   | Tempo     |
| ---- | ---------------- | --------- | --------- |
| 1    | Lars Boom        | Lotto NL  | 30h56'24" |
| 2    | E. Boasson Hagen | Dimension | a 8"      |
| 3    | Stefan Küng      | BMC       | a 10"     |

## Evoluzione delle classifiche
| Tappa              | Vincitore            | Classifica generale Maglia verde | Classifica a punti Maglia arancione | Classifica scalatori Maglia nera | Classifica sprint intermedi Maglia rossa | Classifica a squadre | Premio combattività Numero rosso |
| ------------------ | -------------------- | -------------------------------- | ----------------------------------- | -------------------------------- | ---------------------------------------- | -------------------- | -------------------------------- |
| 1ª                 | Caleb Ewan           | Caleb Ewan                       | Caleb Ewan                          | Łukasz Owsian                    | Karol Domagalski                         | Team Katusha-Alpecin | Karol Domagalski                 |
| 2ª                 | Elia Viviani         | Elia Viviani                     | Elia Viviani                        | Łukasz Owsian                    | Karol Domagalski                         | Quick-Step Floors    | Matt Holmes                      |
| 3ª                 | Caleb Ewan           | Caleb Ewan                       | Caleb Ewan                          | Graham Briggs                    | Graham Briggs                            | Team Katusha-Alpecin | Harry Tanfield                   |
| 4ª                 | Fernando Gaviria     | Elia Viviani                     | Elia Viviani                        | Jacob Scott                      | Graham Briggs                            | Quick-Step Floors    | Alistair Slater                  |
| 5ª                 | Lars Boom            | Lars Boom                        | Elia Viviani                        | Jacob Scott                      | Graham Briggs                            | Team Lotto NL-Jumbo  | Lars Boom                        |
| 6ª                 | Caleb Ewan           | Lars Boom                        | Alexander Kristoff                  | Jacob Scott                      | Graham Briggs                            | Team Lotto NL-Jumbo  | James Shaw                       |
| 7ª                 | Dylan Groenewegen    | Lars Boom                        | Alexander Kristoff                  | Jacob Scott                      | Mark McNally                             | Team Lotto NL-Jumbo  | Russell Downing                  |
| 8ª                 | Edvald Boasson Hagen | Lars Boom                        | Alexander Kristoff                  | Łukasz Owsian                    | Mark McNally                             | Team Lotto NL-Jumbo  | Mark Stewart                     |
| Classifiche finali | Classifiche finali   | Lars Boom                        | Alexander Kristoff                  | Łukasz Owsian                    | Mark McNally                             | Team Lotto NL-Jumbo  | Graham Briggs                    |

## Classifiche finali

### Classifica generale - Maglia verde
| Pos. | Corridore          | Squadra    | Tempo     |
| ---- | ------------------ | ---------- | --------- |
| 1    | Lars Boom          | Lotto NL   | 30h56'24" |
| 2    | E. Boasson Hagen   | Dimension  | a 8"      |
| 3    | Stefan Küng        | BMC        | a 10"     |
| 4    | Victor Campenaerts | Lotto NL   | a 13"     |
| 5    | Michał Kwiatkowski | Sky        | a 18"     |
| 6    | Jos van Emden      | Lotto NL   | s.t.      |
| 7    | Geraint Thomas     | Sky        | a 24"     |
| 8    | Tony Martin        | Katusha    | a 25"     |
| 9    | Owain Doull        | Sky        | a 33"     |
| 10   | Ryan Mullen        | Cannondale | a 38"     |

### Classifica a punti - Maglia arancione
| Pos. | Corridore          | Squadra    | Punti |
| ---- | ------------------ | ---------- | ----- |
| 1    | Alexander Kristoff | Katusha    | 86    |
| 2    | Fernando Gaviria   | Quick-Step | 70    |
| 3    | Brenton Jones      | JLT Condor | 59    |
| 4    | Elia Viviani       | Sky        | 57    |
| 5    | Andrea Pasqualon   | Wanty      | 56    |

### Classifica scalatori - Maglia nera
| Pos. | Corridore       | Squadra       | Punti |
| ---- | --------------- | ------------- | ----- |
| 1    | Łukasz Owsian   | CCC           | 36    |
| 2    | Jacob Scott     | ChainReaction | 34    |
| 3    | Laurens De Plus | Quick-Step    | 25    |
| 4    | Graham Briggs   | JLT Condor    | 25    |
| 5    | Gorka Izagirre  | Movistar      | 15    |

### Classifica sprint intermedi - Maglia rossa
| Pos. | Corridore        | Squadra      | Punti |
| ---- | ---------------- | ------------ | ----- |
| 1    | Mark McNally     | Wanty        | 16    |
| 2    | Graham Briggs    | JLT Condor   | 15    |
| 3    | E. Boasson Hagen | Dimension    | 7     |
| 4    | Lars Boom        | Lotto NL     | 7     |
| 5    | Harry Tanfield   | Bike Channel | 7     |

### Classifica a squadre
| Pos. | Squadra              | Tempo     |
| ---- | -------------------- | --------- |
| 1    | Team Lotto NL-Jumbo  | 92h49'50" |
| 2    | Team Sky             | a 24"     |
| 3    | BMC Racing Team      | a 1'35"   |
| 4    | Team Katusha-Alpecin | a 1'39"   |
| 5    | Movistar Team        | a 2'07"   |